# FitzGerald (cráter)
Fitzgerald es un gran cráter de impacto situado en la cara oculta de la Luna, al oeste-suroeste del cráter Cockcroft, y aproximadamente a dos diámetros de distancia al noreste del cráter Morse.
|  |

Se trata de un cráter de impacto con un perfil limado y erosionados por los impactos subsiguientes en los alrededores. El cráter satélite más reciente de los alrededores es FitzGerald W, unido al exterior por el noroeste. Un débil sistema de marcas radiales se extiende desde el borde del sudeste de este satélite a través del suelo occidental de FitzGerald, aunque no está claro si este impacto es la fuente o si se trata del cráter radiado Moore F situado al norte.
Varios cráteres más pequeños también aparecen a lo largo del borde de FitzGerald, con un par de ellos unidos en el borde oriental y dos más a lo largo del borde occidental. Las paredes internas muestran algunos indicios de antiguos hundimientos por la formación de terrazas, aunque estos elementos se han ido suavizando con el tiempo. El piso interior es una llanura casi a nivel, sin rasgos distintivos, con algunas pequeñas irregularidades al noreste.

## Cráteres satélite
Por convención estos elementos son identificados en los mapas lunares poniendo la letra en el lado del punto medio del cráter que está más cerca de FitzGerald.
|            | \| Fitzgerald \| Coordenadas \| Diámetro \| \| ---------- \| --------------------------------- \| -------- \| \| B \| 29°01′N 170°44′O / 29.02, -170.74 \| 24 km \| \| W \| 28°30′N 173°59′O / 28.50, -173.99 \| 49 km \| \| Y \| 30°54′N 172°56′O / 30.90, -172.93 \| 35 km \| |          |
| Fitzgerald | Coordenadas | Diámetro |
| B          | 29°01′N 170°44′O / 29.02, -170.74 | 24 km    |
| W          | 28°30′N 173°59′O / 28.50, -173.99 | 49 km    |
| Y          | 30°54′N 172°56′O / 30.90, -172.93 | 35 km    |